# Мельничная (гора)
Мельничная — гора на Среднем Урале. Расположена в черте города Верхней Салды Свердловской области России, к северу от Екатеринбурга и к востоку от Нижнего Тагила . На горе находится трамплинная лыжная база всероссийского значения «Гора Мельничная», на которой проходят соревнования по лыжным видам спорта. Гора также является популярным местом отдыха у жителей города и окрестных городов области, в том числе и у тагильчан.

## Описание
Высота Мельничной горы — 223,5 метра. На горе почти нет растительности. Большую часть территории занимает лыжная база.

## Горнолыжный комплекс
Горнолыжный комплекс «Гора Мельничная» расположен в восточной части Верхней Салды. Ежегодно на базе проходят чемпионаты областного и федерального значения по лыжным видам спорта. В остальное время в зимний период служит местом отдыха жителей города. На вершине горы есть небольшой трамплин для прыжков на лыжах и канатный подъёмник. Работают кафе и прокат лыжного инвентаря.